# アメリカン・ライフ (曲)
「アメリカン・ライフ」(American Life)は、アメリカ合衆国のシンガーソングライター、マドンナの楽曲。10枚目のアルバム『アメリカン・ライフ』から1枚目のシングルとしてリリースされた。

## ミュージック・ビデオ
監督はジョナス・アカーランド (Jonas Åkerlund)。
2003年4月に公開された同曲のPVは、ミリタリールックのマドンナや戦争をイメージしたビデオで話題となった。しかし、公開されたのがちょうどイラク戦争開戦の時期にあたったため、それを考慮しアメリカでの公開を中止した。マドンナは後に「このビデオのために、何ヶ月もかけて準備していたんだけど、（最初の段階では）世界で起こる全てのことを理解していなかったの」とコメントしている。このため異例の再編集を余儀なくされ、世界各国の国旗をバックに軍服姿のマドンナが歌うという非常にシンプルなPVを修正バージョンとして公開した。無修正バージョンは2023年に発売から20周年を記念して公式YouTubeで公開された。

## エピソード
2005年、イギリスの雑誌Qにて「偉大なアーティストによるひどいレコード10曲リスト」に入る。
リミックスには米人気ラッパー歌手、ミッシー・エリオットも参加。他にピーター・ローファー (Peter Rauhofer)やポール・オークンフォールド (Paul Oakenfold)などの有名リミキサーが参加している。

## 公式ヴァージョン

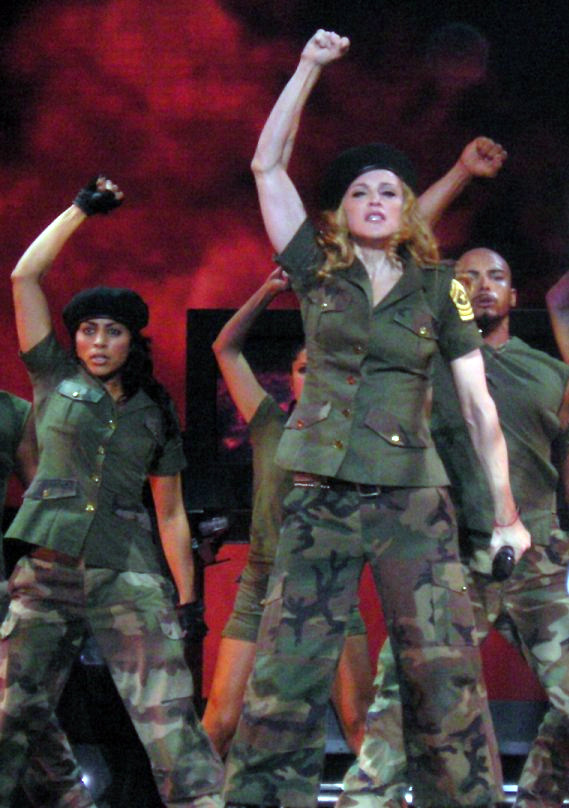
2004年の「The Re-Invention World Tour」でこの曲を歌うマドンナ

### オリジナル・ヴァージョン
1. アルバム・ヴァージョン
2. ラジオ・エディット（検閲なし）
3. ラジオ・エディット（検閲あり）
4. ラジオ・エディット（ラップなし）
5. ビデオ・ヴァージョン

### リミックス・ヴァージョン
1. フェリックス・ダ・ハウスキャット・デヴィン・ダズル・クラブ・ミックス
2. フェリックス・ダ・ハウスキャット・デヴィン・ダズル・ラジオ・ミックス
3. フェリックス・ダ・ハウスキャット・デヴィン・ダズル・ラジオ・ミックス（ラップなし）
4. ヘッドクリーナー・ロック・ミックス
5. ミッシー・エリオッツ・アメリカン・ドリーム・ミックス
6. ミッシー・エリオッツ・アメリカン・ドリーム・ミックス（クリーン・ヴァージョン）
7. ミッシー・エリオッツ・アメリカン・ドリーム・インストゥルメンタル・リミックス
8. オークンフォールド・ダウンテンポ・ミックス
9. オークンフォールド・ラジオ・エディット
10. オークンフォールド・ラジオ・エディット（ラップなし）
11. ピーター・ローファー・アメリカン・アンセム（パート1）
12. ピーター・ローファー・アメリカン・アンセム（パート2）
13. ローファー・ラジオ・ミックス

## チャート
| チャート (2003年)                          | 最高位 |
| ------------------------------------------ | ------ |
| オーストラリア (ARIA)                      | 7      |
| Australian Dance (ARIA)                    | 1      |
| オーストリア (Ö3 Austria Top 40)           | 7      |
| ベルギー (Ultratop 50 Flanders)            | 10     |
| ベルギー (Ultratop 50 Wallonia)            | 12     |
| カナダ (Nielsen SoundScan)                 | 1      |
| クロアチア (HRT)                           | 2      |
| チェコ (ČNS IFPI)                          | 5      |
| デンマーク (Tracklisten)                   | 1      |
| ヨーロッパ (Billboard)                     | 2      |
| フィンランド (Suomen virallinen lista)     | 3      |
| フランス (SNEP)                            | 10     |
| ドイツ (GfK Entertainment charts)          | 10     |
| ギリシャ (IFPI)                            | 2      |
| ハンガリー (Rádiós Top 40)                 | 17     |
| アイルランド (IRMA)                        | 7      |
| イタリア (FIMI)                            | 1      |
| オランダ (Dutch Top 40)                    | 4      |
| オランダ (Single Top 100)                  | 4      |
| ニュージーランド (Recorded Music NZ)       | 33     |
| ノルウェー (VG-lista)                      | 9      |
| ポルトガル (AFP)                           | 1      |
| ルーマニア (Romanian Top 100)              | 7      |
| スコットランド (Official Charts Company)   | 3      |
| スペイン (PROMUSICAE)                      | 2      |
| スウェーデン (Sverigetopplistan)           | 3      |
| スイス (Schweizer Hitparade)               | 1      |
| UK シングルス (OCC)                        | 2      |
| UK ダンス (OCC)                            | 2      |
| US Billboard Hot 100                       | 37     |
| US Dance Club Songs (Billboard) リミックス | 1      |
| US Dance Singles Sales (Billboard)         | 1      |
| US Hot Latin Songs (Billboard)             | 43     |
| US Pop Airplay (Billboard)                 | 27     |

| チャート (2003年)                           | 順位 |
| ------------------------------------------- | ---- |
| オーストラリア ダンス・チャート (ARIA)      | 16   |
| ベルギー (Ultratop 50 Flanders)             | 95   |
| ベルギー (Ultratop 50 Wallonia)             | 79   |
| フランス (SNEP)                             | 88   |
| アイルランド (IRMA)                         | 100  |
| イタリア (FIMI)                             | 18   |
| ルーマニア (Romanian Top 100)               | 55   |
| スペイン (AFYVE)                            | 18   |
| スウェーデン (Sverigetopplistan)            | 46   |
| スイス (Schweizer Hitparade)                | 60   |
| イギリス (OCC)                              | 100  |
| 全米 ダンス・シングル・セールス (Billboard) | 8    |